# Spelinspektionen

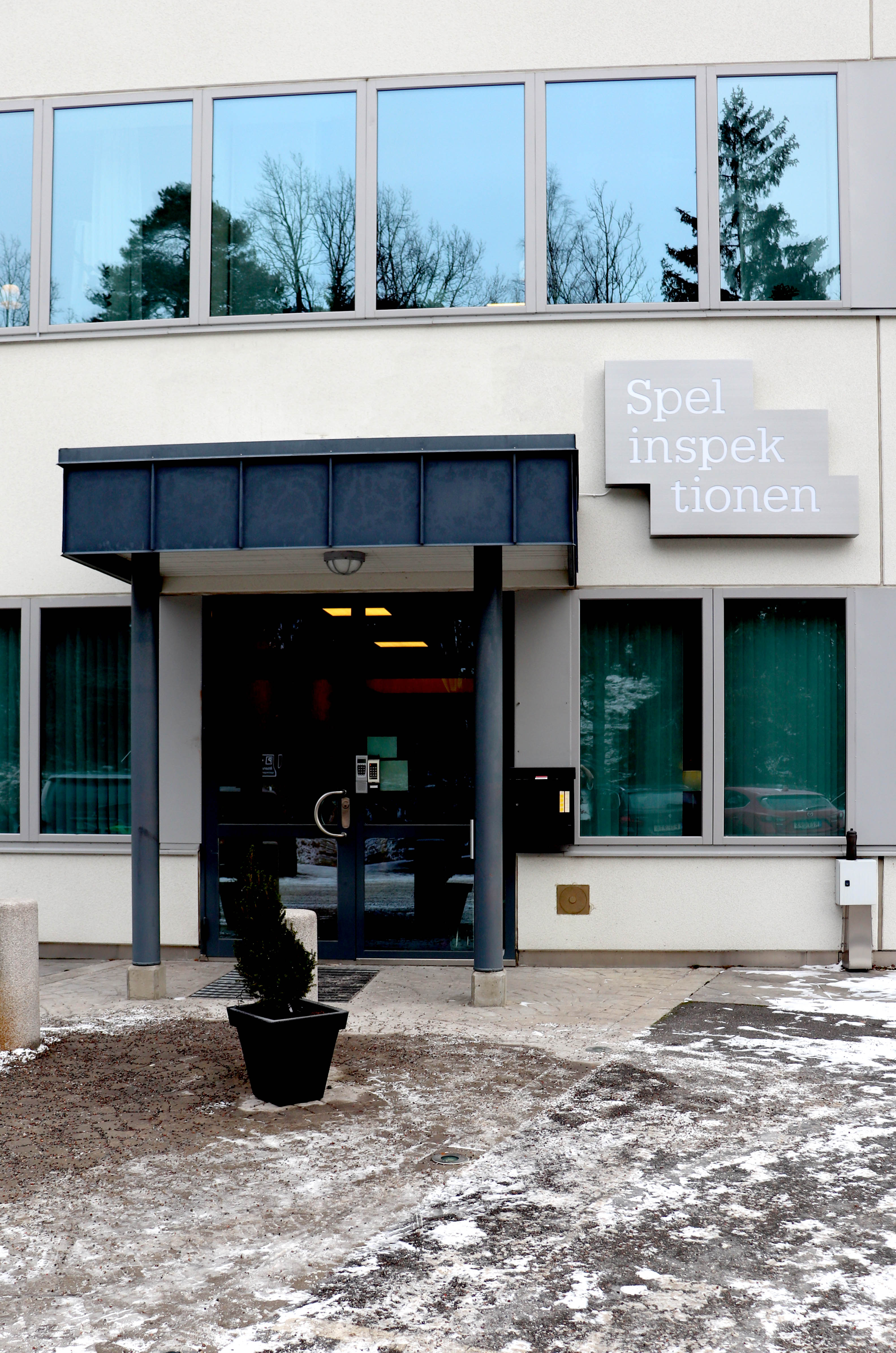
Entrén till Spelinspektionens kontor i Strängnäs.

Spelinspektionen, tidigare Lotteriinspektionen, är en svensk statlig förvaltningsmyndighet för frågor om spel och lotterier.

## Uppgifter
Spelinspektionen är tillsynsmyndighet enligt spellagen (2018:1138), lagen om anordnande av visst automatspel (1982:636) och kasinolagen (1999:355). Myndigheten ska vidare följa och underrätta regeringen om utvecklingen på spel- och lotterimarknaden samt bistå regeringen med det underlag som behövs inom spelområdet, främja allmän kännedom om spel- och lotterilagstiftningen och verka för en sund utveckling inom tillsynsområdet.
Spelinspektionen delar även ut tillstånd för lotterier samt prövar frågor om typgodkännande av olika lotteri och spel. Spelinspektionen motverkar främjande av olagliga spel och lotterier där bland annat casinon utan licens ingår.

## Organisation
Den 1 januari 2019 bytte myndigheten namn från Lotterinspektionen till Spelinspektionen enligt ett riksdagsbeslut från 2018, med anledning av att beslutet huvudsakligen behandlade en ny spellag som innebar utökat ansvar för myndigheten.
Spelinspektionen leds av en styrelse. Generaldirektören är myndighetschef.
Spelinspektionen har cirka 45 anställda. Till Spelinspektionens förfogande finns även ca 80 kontrollanter. Myndigheten är indelad i tre avdelningar - en operativ avdelning, en avdelning för verksamhetsstöd samt en kommunikationsavdelning. Förutom de tre avdelningarna finns även en juridikfunktion.
Generaldirektör är Camilla Rosenberg som tillträdde posten 19 oktober 2017.

## Myndigheten och senaste spellagen[förtydliga]
I juni 2019, efter fem månader, så hade myndigheten beviljat cirka åttio företag att bedriva spel i Sverige, men hade dessutom konstaterat att ytterligare ett tjugotal bedrev illegal spelverksamhet riktad mot den svenska marknaden.